# Attila Adám
Attila Adám är en ungersk kanotist.
Han tog bland annat VM-brons i K-2 1000 meter i samband med sprintvärldsmästerskapen i kanotsport 1998 i Szeged.